# Wiesengebiet am Großen Renzeler Moor
Das Wiesengebiet am Großen Renzeler Moor ist ein ehemaliges Naturschutzgebiet in den niedersächsischen Gemeinden Bahrenborstel und Kirchdorf in der Samtgemeinde Kirchdorf im Landkreis Diepholz.
Das Naturschutzgebiet mit dem Kennzeichen NSG HA 100 war 48,5 Hektar groß. Es war fast vollständig Bestandteil des FFH-Gebietes „Renzeler Moor“ und des EU-Vogelschutzgebietes „Diepholzer Moorniederung“. Es grenzte im Westen direkt an das Naturschutzgebiet „Großes Renzeler Moor“ und im Nordwesten an einen der drei Teile des ehemaligen Naturschutzgebietes „Am Großen Renzeler Moor“. Ansonsten grenzte es an das Landschaftsschutzgebiet „Großes Renzeler Moor und Schwarzes Moor“. Alle drei Naturschutzgebiete bildeten einen Biotopverbund. Das Gebiet stand seit dem 19. Juni 1986 unter Naturschutz. Zuständige untere Naturschutzbehörde war der Landkreis Diepholz.
Das ehemalige Naturschutzgebiet liegt westlich von Bahrenborstel und nordöstlich von Ströhen in der Diepholzer Moorniederung. Das durch Grünland mit hohem Grundwasserstand geprägte Gebiet bildet eine Pufferzone zwischen dem Hochmoorgebiet im Westen und den landwirtschaftlich intensiv genutzten Flächen im Osten. Das Grünland im Naturschutzgebiet wird nur extensiv genutzt.